# Athlon 64
Athlon Athlon 64 X2
L'Athlon 64 est un microprocesseur 64 bits lancé en septembre 2003 par AMD et basé sur la microarchitecture K8 (comme le sont aussi les Sempron S754, les Sempron 64, Athlon 64 FX, Athlon 64 X2 et Opteron).
Par rapport au K7 voici les améliorations :
- Intégration du contrôleur mémoire
- Intégration du contrôleur d'entrées/sorties HyperTransport (HTT)
- pipeline étendu à 12 étages (contre 10 pour le K7) pour permettre la montée en fréquence[réf. nécessaire]
- La gestion du cache L2 a été améliorée
- Extension du jeu d'instructions x86 (nommé x86-64) associé à un doublement du nombre de registres en mode 64 bits (Intel reprendra la quasi-totalité de cette nouvelle architecture sous le nom IA-32e, puis EM64T et enfin Intel 64 depuis septembre 2006)
- Ajout d'une fonction de protection contre les virus et chevaux de Troie, le NX bit (repris par Intel et renommé XD bit)
- Gravure SOI "Silicon On Insulator" (silicium sur isolant), une méthode qui permet de réduire la dissipation thermique du CPU

Il a été lancé fin 2003 sur socket 754 (gestion de la mémoire simple canal) avant de passer un an plus tard au socket 939 (gestion de la mémoire double canal). 
- La version dual core de l'Athlon 64 est nommée Athlon 64 X2 (disponible sur socket 939).
- Juin 2006 AMD lance son socket AM2, avec une augmentation du nombre de pins à 940 et le support de la DDR2 (800).
- AMD décline toute sa gamme 939 sur AM2 en ajoutant un FX-62, un CPU Windsor Dual Core avec 2 * 1 024 Kio de cache L2 à 2 800 MHz.

## Modèles
| Nom       | Core         | Fréquence CPU (GHz) | Coeff. Mult. | cache L2 (Kio) | Socket | Procédé de gravure (nm) |
| --------- | ------------ | ------------------- | ------------ | -------------- | ------ | ----------------------- |
| 2800+     | Newcastle    | 1.8                 | 9x           | 512            | 754    | 130                     |
| 3000+     | Newcastle    | 1.8                 | 9x           | 512            | 939    | 130                     |
| 3000+     | Winchester   | 1.8                 | 9x           | 512            | 939    | 90                      |
| 3000+     | Venice       | 1.8                 | 9x           | 512            | 939    | 90                      |
| 3000+ Dtr | ClawHammer   | 1.8                 | 9x           | 1024           | 754    | 130                     |
| 3000+     | Venice       | 2.0                 | 10x          | 512            | 754    | 90                      |
| 3000+     | Newcastle    | 2.0                 | 10x          | 512            | 754    | 130                     |
| 3200+     | Newcastle    | 2.2                 | 11x          | 512            | 754    | 130                     |
| 3200+     | ClawHammer   | 2.0                 | 10x          | 512            | 754    | 130                     |
| 3200+     | ClawHammer   | 2.0                 | 10x          | 1024           | 754    | 130                     |
| 3200+     | Newcastle    | 2.0                 | 10x          | 512            | 939    | 130                     |
| 3200+     | Winchester   | 2.0                 | 10x          | 512            | 939    | 90                      |
| 3200+     | Venice       | 2.0                 | 10x          | 512            | 939    | 90                      |
| 3500+     | San Diego    | 2.0                 | 10x          | 1024           | 939    | 90                      |
| 3400+     | ClawHammer   | 2.2                 | 11x          | 1024           | 754    | 130                     |
| 3500+     | Newcastle    | 2.2                 | 11x          | 512            | 939    | 130                     |
| 3500+     | ClawHammer   | 2.2                 | 11x          | 1024           | 939    | 130                     |
| 3500+     | Winchester   | 2.2                 | 11x          | 512            | 939    | 90                      |
| 3500+     | Venice       | 2.2                 | 11x          | 512            | 939    | 90                      |
| 3700+     | San Diego    | 2.2                 | 11x          | 1024           | 939    | 90                      |
| 3400+     | Newcastle    | 2.4                 | 12x          | 512            | 754    | 130                     |
| 3700+     | ClawHammer   | 2.4                 | 12x          | 1024           | 754    | 130                     |
| 3800+     | Newcastle    | 2.4                 | 12x          | 512            | 939    | 130                     |
| 3800+     | Winchester   | 2.4                 | 12x          | 512            | 939    | 90                      |
| 3800+     | Venice       | 2.4                 | 12x          | 512            | 939    | 90                      |
| 4000+     | SledgeHammer | 2.4                 | 12x          | 1024           | 939    | 130                     |
| 4000+     | San Diego    | 2.4                 | 12x          | 1024           | 939    | 90                      |
| 3000+     | Orleans      | 1.8                 | 9x           | 512            | AM2    | 90                      |
| 3200+     | Orleans      | 2                   | 10x          | 512            | AM2    | 90                      |
| 3500+     | Orleans      | 2.2                 | 11x          | 512            | AM2    | 90                      |
| 3800+     | Orleans      | 2.4                 | 12x          | 512            | AM2    | 90                      |

## Révisions

### Sledgehammer (130nmSOI)
- fréquence : 2 200 MHz (FX-51), 2 400 MHz (FX-53)
- numéro de série : SH-B3, SH-C0, SH-CG
- Cache L1 : 64 + 64 Kio (Données + Instructions)
- Cache L2 : 1 024 Kio, fullspeed
- MMX, 3DNow! étendu, SSE et SSE2, x86-64
- Socket 940, HyperTransport (800 MHz, HT800)
- DDR SDRAM Registered nécessaire (double canal) pc3200/200 MHz
- VCore : 1,50/1,55 V
- TPD : 89 W
- Sortie : 23 septembre 2003

### Clawhammer (130nmSOI)
- fréquence : 1800 - 2 400 MHz
- numéro de série : C0, CG
- Cache L1 : 64 + 64 Kio (Données + Instructions)
- Cache L2 : 1 024 Kio, fullspeed
- Cool'n'Quiet, MMX, 3DNow! étendu, SSE et SSE2, x86-64 et NX bit sur les CG
- Socket 754, HyperTransport (800 MHz, HT800), DDR SDRAM simple canal pc3200/200 MHz
- Socket 939, HyperTransport (1 000 MHz, HT1000), DDR SDRAM double canal pc3200/200 MHz
- VCore : 1,50 V
- TPD : 89 W
- Sortie : 23 septembre 2003

### Newcastle (130nmSOI)
Parfois renommé en Clawhammer avec 512 Kio de cache L2
- fréquence : 1800 - 2 400 MHz
- numéro de série : CG
- Cache L1 : 64 + 64 Kio (Données + Instructions)
- Cache L2 : 512 Kio, fullspeed
- Cool'n'Quiet, MMX, 3DNow! étendu, SSE et SSE2, x86-64 et NX bit
- Socket 754, HyperTransport (800 MHz, HT800), DDR SDRAM simple canal pc3200/200 MHz
- Socket 939, HyperTransport (1 000 MHz, HT1000), DDR SDRAM double canal pc3200/200 MHz
- VCore : 1,50 V
- TPD : 89 W
- Sortie : 2004

### Winchester (90nmSOI)
- fréquence : 1800 - 2 200 MHz
- numéro de série : D0
- Cache L1 : 64 + 64 Kio (Données + Instructions)
- Cache L2 : 512 Kio, fullspeed
- Cool'n'Quiet, MMX, 3DNow! étendu, SSE et SSE2, x86-64 et NX bit
- Socket 939, HyperTransport (1 000 MHz, HT1000), DDR SDRAM double canal
- VCore : 1,40 V
- TPD : 67 W
- Sortie : 2004

### Venice (90nmSOI, DSL)
- fréquence : 1800 - 2 400 MHz
- numéro de série : E3/E6
- gravure DSL : Dual Stress Liner : technique de gravure améliorée
- Cache L1 : 64 + 64 Kio (Données + Instructions)
- Cache L2 : 512 Kio, fullspeed
- Cool'n'Quiet, MMX, 3DNow! étendu, SSE, SSE2 et SSE3, x86-64 et NX bit
- Socket 939, HyperTransport (1 000 MHz, HT1000), DDR SDRAM Double canal « 1T » à 266 MHz
- VCore : 1,35/1,40 V
- TPD : 67 W
- Sortie : 4 avril 2005

### San Diego (90nmSOI, DSL)
- fréquence : 2200 - 2 800 MHz
- numéro de série : E4/6
- gravure DSL : Dual Stress Liner : technique de gravure améliorée
- Cache L1 : 64 + 64 Kio (Données + Instructions)
- Cache L2 : 1 024 Kio, fullspeed
- Cool'n'Quiet, MMX, 3DNow! étendu, SSE, SSE2 et SSE3, x86-64 et NX bit
- Socket 939, HyperTransport (1 000 MHz, HT1000), DDR SDRAM Double canal « 1T » à 266 MHz
- VCore : E4 : 1,35/1,40 V E6 : 1,35 V
- TPD : 89 W
- Sortie : 15 avril 2005

### Orleans (90nmSOI, DSL)
- fréquence : 1800 - 2 400 MHz
- numéro de série : F
- gravure DSL : Dual Stress Liner : technique de gravure améliorée
- Cache L1 : 64 + 64 Kio (Données + Instructions)
- Cache L2 : 512 Kio, fullspeed
- Processeur mono core.
- Cool'n'Quiet, MMX, 3DNow! étendu, SSE, SSE2 et SSE3, x86-64 et NX bit
- Socket AM2, HyperTransport (1 000 MHz, HT1000), DDR2-SDRAM double canal 400 MHz (800 DDR)
- VCore : 1,35/1,40 V
- TPD : 62 W
- Sortie : juin 2006

### Athlon 64 faible TDP
Le nom du cœur de ces nouveaux Athlon n'est pas encore connu. 
| Nom du modèle   | Nb. cœurs | Fréquence      | Cache L1 | Cache L2 | TDP  | Socket | Date de sortie |
| --------------- | --------- | -------------- | -------- | -------- | ---- | ------ | -------------- |
| Athlon 64 3100+ | 1         | 1,9 GHz        | ?        | ? Kio    | 25 W | AM2    | Q4 2007        |
| Athlon 64 2600+ | 1         | 1,7 ou 1,6 GHz | ?        | ? Kio    | 15 W | AM2    | Q4 2007        |
| Athlon 64 2000+ | 1         | 1 GHz          | ?        | 512 Kio  | 8 W  | AM2    | ?              |

### Lima65nmSOI
Athlon LE-1xxx